# Duilio Brignetti
Duilio Brignetti (Marciana Marina, 17 agosto 1926 – Roma, 7 febbraio 1993) è stato un pentatleta italiano.

## Palmarès
In carriera ha conseguito i seguenti risultati:
- Mondiali:

Berna 1950: argento nel pentathlon moderno individuale e bronzo a squadre.